# Echidnocymbium
Echidnocymbium is een monotypisch geslacht van korstmossen behorend tot de familie Ramalinaceae. Het bevat alleen de soort Echidnocymbium speciosum.